# Новиков, Николай Александрович (1900)
Николай Александрович Новиков (15 октября 1900 года, д. Лабаз, ныне Чухломский район, Костромская область — 4 сентября 1970 года, Москва) — советский военачальник. Генерал-полковник танковых войск, Герой Советского Союза.

## Начальная биография
Николай Александрович Новиков родился 15 октября 1900 года в деревне Лабаз ныне Чухломского района Костромской области в семье крестьянина. После окончания Глазуновской церковно-приходской школы помогал родителям по хозяйству, после чего начал работать чернорабочим на местном лесопильном заводе.
В 1915 году Николай Новиков переехал в Петроград с целью обучения обойно-мебельному делу, но вскоре вернулся в деревню.

## Военная служба

### Гражданская война
В 1919 году вступил в ряды РКП(б). В том же году был призван в ряды РККА. Пройдя восьмимесячные командные пехотные курсы, находившиеся в Иваново-Вознесенске, Новиков в боях с белополяками командовал сначала взводом, затем пулемётной ротой. В составе 33-го пехотного полка 3-й армии принимал участие в боях на Березине.

### Межвоенный период
С 1920 по 1929 годы служил в качестве помощника командира роты, командира роты, начальника полковой школы, командира стрелкового батальона.
Продолжив обучение, Новиков закончил пехотные курсы, а в 1930—1933 года обучался в Военной академии имени М. В. Фрунзе, по окончании которой служил начальником оперативного отделения, начальником штаба и заместителем командира танковой бригады.
В марте 1940 года с отличием окончив курсы усовершенствования начальствующего состава при Академии Генштаба, был назначен на должность командира танковой бригады, а вскоре — на должность командира 35-й танковой дивизии 9-го механизированного корпуса.

### Великая Отечественная война
24 июня в районе Новоград-Волынского 35-я танковая дивизия под командованием Новикова приняла боевое крещение. Под Новоград-Волынским упорные бои продолжались вплоть до 29 июня. Отбив наступление противника у Новоград-Волынского, 9-й механизированный корпус занял оборонительный рубеж по реке Случь и занял дорогу на Житомир. 35-я танковая дивизия сдерживала наступление противника на Луцко-Ровенском, Новоград-Волынском и Житомирском направлениях, нанося контрудары.
За мужество, проявленное в первых боях с гитлеровцами, Николай Александрович Новиков через месяц после начала войны был награждён орденом Красного Знамени.
Дивизия Новикова из-за численного превосходства противника отступала, ведя активные боевые действия. Во второй половине сентября 1941 года дивизия принимала участие в оборонительных боях 37-й армии в районе Борисполь — Барышевка — Березань, а также в обороне Киева и Харькова. После оставления Киева дивизия полковника Новикова выходила из Киевского окружения в октябре 1941 года. В это время Новиков был назначен на должность командира 3-й отдельной танковой бригады, которая в составе 37-й армии принимала участие в контрударе советских войск в районе Краснодон — Матвеев Курган — Ростов-на-Дону.
13 мая 1942 года Николаю Александровичу Новикову постановлением Совета Народных Комиссаров СССР было присвоено звание генерал-майора танковых войск.
Вскоре Новиков был назначен на должность заместителя командующего одной из армий Юго-Западного фронта. Танкисты под командованием Новикова участвовали в оборонительных боях на Купянском, Миллеровском и Сталинградском направлениях, сдерживая наступавшие силы противника, а также принимали участие в контрударе 1-й танковой армии в излучине Дона.
За время Сталинградской битвы Новиков был заместителем командующего Сталинградским фронтом по танковым войскам. Вместе с генерал-полковником Ерёменко организовал оборону города, а также подготавливал танковые соединения фронта к контрудару. За три дня наступления танковые соединения фронта вышли в район Карповка — Советский, где соединились с танковыми частями Юго-Западного фронта. За образцово проведённые боевые операции Новиков 8 февраля 1943 года был награждён орденом Кутузова 1-й степени.
За время освобождения Донбасса и Северной Таврии в 1943 году Новиков командовал бронетанковыми и механизированными войсками Южного фронта, который 20 октября 1943 года был преобразован в 4-й Украинский.
17 сентября 1943 года Новиков был награждён орденом Отечественной войны 1-й степени, а 13 декабря ему было присвоено звание генерал-лейтенанта танковых войск.
С февраля 1944 года Новиков командовал бронетанковыми и механизированными войсками 1-го Украинского фронта, которые принимали участие в освобождении Правобережной и Западной Украины, разбивали соединения противника под Корсунь-Шевченковским, Львовом и Перемышлем, захватили Сандомирский плацдарм. За умелое руководство войсками Н. А. Новиков 29 мая 1944 года был награждён орденом Суворова 1-й степени. 2 августа этого же года ему присвоили звание генерал-полковника танковых войск.
Полководческий талант Николая Александровича Новикова особенно проявился во время Висло-Одерской и Берлинской операций, в которых было применено большое количество советских бронетанковых и механизированных войск. Новиков умело и оперативно руководил операциями крупных масштабов, требующих взаимодействия всех служб, соединений.
12 января 1945 года 1-й Украинский фронт начал наступление с плацдарма западнее Сандомира и в первый день наступления оборона противника была прорвана и в прорыв введены танковые соединения. Развивая успех, танковые соединения к 15 января заняли город Кельце, а также более 400 населённых пунктов.
Левый фланг фронта развил стремительное наступление к Кракову. 17 января советские танковые соединения вошли в Ченстохов, 18 января — в Петроков, а 19 января — в Краков с северо-запада. Наряду с этими городами были освобождены 600 других населённых пунктов.
Через два дня танковые соединения под командованием Новикова вошли в пределы Силезии. Пройдя Домбровский угольный бассейн, фронтовые соединения овладели городами Оппельн, Глейвиц, Трахенберг, Ной-Миттельвальд и, форсировав Одер, к началу февраля овладели плацдармами севернее и южнее Бреслау, с которых 1-й Украинский фронт в апреле 1945 года начал наступление на Берлин. Со взятием Берлина танковые соединения под командованием Новикова участвовали в освобождении Праги.
Указом Президиума Верховного Совета СССР от 29 мая 1945 года за умелое руководство войсками, личное мужество и отвагу, проявленные в боях с немецко-фашистскими захватчиками генерал-полковнику танковых войск Николаю Александровичу Новикову присвоено звание Героя Советского Союза с вручением ордена Ленина и медали «Золотая Звезда» (№ 6577).

### Послевоенная служба

Могила Новикова на Новодевичьем кладбище Москвы.

После войны Н. А. Новиков продолжал службу в Советской Армии. С июля 1945 года — командующий бронетанковыми и механизированными войсками Центральной группы войск (Австрия), с июля 1946 — на такой же должности в Северной группы войск (Польша), с апреля 1948 года — на такой же должности в войсках Дальнего Востока, с июня 1953 года — в Группе советских войск в Германии (в феврале 1954 года должность стала именоваться помощник главнокомандующего Группы войск по танковому вооружению, с мая 1955 года — заместитель главнокомандующего Группы войск). В 1952 году окончил Высшие академические курсы при Высшей военной академии имени К. Е. Ворошилова. С ноября 1957 года — генерал-инспектор Инспекции сухопутных войск Главной инспекции Министерства обороны СССР. В феврале 1961 года по болезни вышел в отставку. Избирался депутатом Верховного совета Белорусской ССР 2-го созыва (в 1947—1951).
В 1961 году Николай Александрович Новиков ушёл в отставку по болезни. Умер 4 сентября 1970 года. Похоронен в Москве на Новодевичьем кладбище (участок 7).

## Награды
- Медаль «Золотая Звезда»;
- два ордена Ленина;
- три ордена Красного Знамени;
- орден Суворова 1-й степени;
- два ордена Кутузова 1-й степени;
- орден Отечественной войны 1-й степени;
- медали СССР;

Иностранные награды:
- Орден «Крест Грюнвальда» II степени (Польша)
- Медаль «За Одру, Нису и Балтику» (Польша)
- Медаль «Победы и Свободы» (Польша)
- Орден Белого льва «За победу» II степени (Чехословакия)
- Военный крест (Чехословакия
- Медаль «Китайско-советская дружба» (КНР)

## Память
В честь Н. А. Новикова названы улица и школа в городе Чухлома Костромской области.